# Robertson-Massiv
Das Robertson-Massiv ein schroffes und größtenteils vereistes Massiv von 11 km Länge im ostantarktischen Viktorialand. Es liegt nördlich des Pa Tio Tio Gap und bildet als Gegenstück zum Endeavour-Massiv den nördlichen Teil der Kirkwood Range. Aus dem Massiv ragen Mount Gauss und Mount Chetwynd auf.
Namensgeber dieser Formation ist William Robertson, Geschäftsführer des Department of Survey and Land Information der Regierung Neuseelands von 1988 bis 1996 und Mitglied des Scientific Committee on Antarctic Research (SCAR).